# Lindy Fay Hella
Lindy Fay Hella (Bergen, 1975) is een Noors artiest. Ze was in 2003 medeoprichter van het Noorse folkproject Wardruna. Ook was ze gastmuzikant bij de band King of Kings.